# Market Mall
Market Mall est un des plus grands centres commerciaux de Calgary, Alberta (Canada). Il est situé à Varsity, un quartier de banlieue dans la partie nord-ouest de la ville sur Shaganappi Trail. Le centre commercial est détenu à 50% par Cadillac Fairview et 50% par Ivanhoé Cambridge, deux des plus grands gestionnaires de propriétés au Canada. Il est géré par Cadillac Fairview.

## Historique
Ouvert en 1971, le centre commercial a eu droit à de grands agrandissements en 1988 et 2004. La dernière expansion a été l'aile sud, un stationnement souterrain, une foire alimentaire plus grande et une rénovation complète du centre. 
Le 8 avril 1977, un cinéma Famous Players avait ouvert dans le centre mais finit par fermer en 1987.
En 2012, Zellers, locataire de longue date ferme ses portes. il a été remplacé par Target, qui a ouvert le 6 mai 2013 mais fermé en avril 2015.
En 2019, la chaîne luxueuse de cinémas Landmark Cinemas ouvre dans la partie sudouest du centre où se trouvait auparavant Bureau en Gros.

## Locataires
- Compagnie de la Baie d'Hudson
- Old Navy
- Safeway
- Shoppers Drug Mart
- Sport Chek/Atmosphere
- Toys "R" Us

### Anciens locataires
- Target - ouvert en 2013 dans l'ancien espace du Zellers,  fermé en 2015
- Zellers - fermé en 2012 et remplacé par Target en 2013
- Jacob/Jacob Jr./Jacob Lingerie - fermé en 2014